# Roland Demmer
Roland Demmer (* 27. Oktober 1957 in Halle (Saale)) war Fußballspieler im Bereich des DDR-Fußballverbandes. In dessen höchster Spielklasse, der DDR-Oberliga, spielte er für Chemie Leipzig und Chemie Buna Schkopau.
Demmer begann 1963 in Trotha bei der Betriebssportgemeinschaft (BSG) Empor organisiert Fußball zu spielen. Von dort wechselte er in die Nachwuchsabteilung des Halleschen FC Chemie, dem Fußball-Leistungszentrum der Region. Dort durchlief er alle Nachwuchsmannschaften bis zur Nachwuchsoberliga. Zur Ableistung seiner Wehrpflicht schloss sich Demmer, der inzwischen auch seine Ausbildung zum Betriebsschlosser abgeschlossen hatte, zum 1. Juli 1977 der Polizeisportgemeinschaft Dynamo Eisleben an, und spielte dort Fußball in der zweitklassigen DDR-Liga. 
Nach Beendigung seines Wehrdienstes wechselte der 1,76 m große Demmer mit Beginn der Saison 1979/80 zum Oberliga-Aufsteiger Chemie Leipzig. Dort spielte er viermal in der 1. Mannschaft, bestritt drei Punktspiele und ein Pokalspiel. Außerdem spielte er fünfmal mit der Nachwuchsmannschaft in der Nachwuchsoberliga. Er wurde sowohl im Mittelfeld als auch in der Abwehr eingesetzt. 
Im Sommer 1980 ging Demmer zum DDR-Ligisten Chemie Buna Schkopau. Dort konnte er sich zum Stammspieler durchsetzen, fehlte nur in einem der 30 Ligaspiele und kam als Defensivspieler einmal zum Torerfolg. Schkopau beendete die Saison 1980/81 überraschend als Aufsteiger in die Oberliga. Dort entwickelte sich Demmer zum Leistungsträger, spielte fast durchgehend als rechter Verteidiger, schoss ein Tor und fehlte nur in einem Punktspiel. Als Abwehrspieler war er aber auch dafür verantwortlich, dass seine Mannschaft am Saisonende mit 21:77 Toren das schlechteste Torverhältnis aller 14 Oberligateams aufwies und als Tabellenletzter nach nur einem Jahr wieder in die Zweitklassig absteigen musste. Demmer spielte noch zwei Spielzeiten für Schkopau in der DDR-Liga, beendete aber schon nach Ablauf der Hinrunde der Saison 1983/84 seine Laufbahn in Schkopau.  
Ab Anfang 1984 spielte Demmer für den DDR-Ligisten BSG Glückauf Sondershausen. 1987 musste er mit Sondershausen in die Bezirksliga absteigen, und 1988 beendete eine Achillessehnenverletzung seine Laufbahn als Leistungssportler. Anschließend wurde er Trainer bei der BSG Glückauf, die sich 1991 in den BSV Eintracht umstrukturierte. Demmer blieb auch beim BSV Trainer bis 2001, wo er zuletzt die Amateuroberliga-Mannschaft betreute. Von 2005 bis 2009 gehörte er als sportlicher Leiter dem Vereinsvorstand an.